# (38035) 1998 QC85
1998 QC85 (asteroide 38035) é um asteroide da cintura principal. Possui uma excentricidade de 0.12230120 e uma inclinação de 16.45287º.
Este asteroide foi descoberto no dia 24 de agosto de 1998 por LINEAR em Socorro.